# Аквітанія (римська провінція)

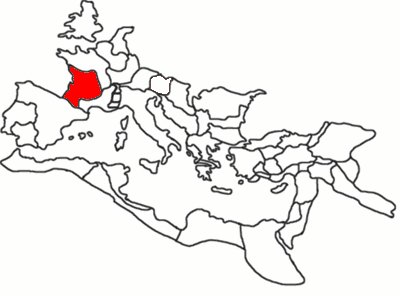
Римська провінція Аквітанія близько 120

44°50′16″ пн. ш. 0°34′46″ зх. д. / 44.837778° пн. ш. 0.579444° зх. д.
Аквіта́нія (лат. Aquitania) — провінція Римської імперії з центром у Бурдігалі (Бордо). Назва походить від племені аквітанів — предків сучасних басків.
Вперше згадується Цезарем (I століття до н. е.) як частина Галії, розташована між Піренеями та річкою Гаронною, населена іберійськими племенами. Цезар завоював Аквітанію в 56 році до нашої ери.
У Римській імперії в період правління Авґуста (27 до н. е. — 14 н. е.) Аквітанія була імператорською провінцією, що включала територію між р. Луарою і Піренеями; за адміністративною реформою Діоклетіана (284–305) була розділена на 3 провінції:
- Aquitania prima (північний схід)
- Aquitania secunda (північний захід)
- Aquitania Novempopulana («дев'яти народів») або Aquitania tertia — найпівденніша частина, із значною часткою баскського населення.